# Subancistrocerus burensis
Subancistrocerus burensis är en stekelart som först beskrevs av Giordani Soika 1935.  Subancistrocerus burensis ingår i släktet Subancistrocerus och familjen Eumenidae. Inga underarter finns listade i Catalogue of Life.